# 基督复活 (贝利尼)
《基督复活》是意大利文艺复兴时期艺术家 乔瓦尼·贝利尼的一幅画作，绘制于 1475–1479 年。这幅画是为威尼斯 穆拉诺岛的岛上圣弥额尔堂 的 马里诺·佐尔齐小堂而作。此前这幅画的作者曾有科内利亚诺、普雷维塔利、巴托洛梅奥·威尼托 和马尔科·巴赛蒂  等说法。1903 年由 柏林的 画廊收购，不久之后进行全面修复时，证实这幅画是贝利尼的作品。 